# Anse-à-Galets
Der Hafen Anse-à-Galets (Haitianisch-Kreolisch Ansagalèt) liegt auf der Nordostseite der Insel Île de la Gonâve (früher Île de la Gonaïve) im Département Ouest von Haiti. Er ist Hauptstadt des Arrondissements (Kreis), der die gesamte Insel umfasst und aus den beiden Kommunen Anse-à-Galets und Pointe-à-Raquette besteht.
2003 lebten dort 52.662 Einwohner auf einer Fläche von 377 km². Die Stadt liegt ca. 50 Kilometer westnordwestlich der haitianischen Hauptstadt Port-au-Prince.